# Världsmästerskapen i konståkning 1959
Världsmästerskapen i konståkning 1959 avgjordes i Colorado Springs, Colorado, USA. 

## Resultat

### Män
| Rank | Namn              | Nation          | Plats |
| ---- | ----------------- | --------------- | ----- |
| 1    | David Jenkins     | USA             | 7     |
| 2    | Donald Jackson    | Kanada          | 18    |
| 3    | Tim Brown         | USA             | 19    |
| 4    | Alain Giletti     | Frankrike       | 26    |
| 5    | Karol Divín       | Tjeckoslovakien | 42    |
| 6    | Tilo Gutzeit      | Västtyskland    | 52    |
| 7    | Alain Calmat      | Frankrike       | 53    |
| 8    | Bradley Lord      | USA             | 56.5  |
| 9    | Norbert Felsinger | Österrike       | 56    |
| 10   | Edward Collins    | CAN             | 61.5  |
| 11   | Robert Brewer     | USA             | 71    |
| 12   | David Clements    | Storbritannien  | 84    |
| 13   | Hubert Köpfler    | Schweiz         | 91    |

Domare var
- E. Kucharz  Österrike
- Donald H. Gilchrist  CAN
- P. Baron  Frankrike
- Theo Klemm  Västtyskland
- Pamela Davis  Storbritannien
- M. Enderlin  Schweiz
- R. Sackett  USA

### Kvinnor
| Rank | Namn              | Nation        | Plats |
| ---- | ----------------- | ------------- | ----- |
| 1    | Carol Heiss       | USA           | 7     |
| 2    | Hanna Walter      | Österrike     | 20    |
| 3    | Sjoukje Dijkstra  | Nederländerna | 24    |
| 4    | Ina Bauer         | Västtyskland  | 30    |
| 5    | Barbara Roles     | USA           | 31    |
| 6    | Lynn Finnegan     | USA           | 40    |
| 7    | Regine Heitzer    | Österrike     | 56    |
| 8    | Nancy Heiss       | USA           | 54    |
| 9    | Anna Galmarini    | Italien       | 60    |
| 10   | Sandra Tewkesbury | CAN           | 78    |
| 11   | Margaret Crosland | CAN           | 82    |
| 12   | Sonja Snelling    | CAN           | 82    |
| 13   | Carla Tichatschek | Italien       | 82    |
| 14   | Yuko Araki        | Japan         | 89    |
| WD   | Joan Haanappel    | Nederländerna |       |

Domare
- Oscar Madl  Österrike
- P. Devine  CAN
- Theo Klemm  Västtyskland
- Pamela Davis  Storbritannien
- Grazia Barcellona  Italien
- Benedict-Stieber  Nederländerna
- A. Krupy  USA

### Par
| Rank | Namn                                         | Nation       | Plats |
| ---- | -------------------------------------------- | ------------ | ----- |
| 1    | Barbara Wagner / Robert Paul                 | Kanada       | 9     |
| 2    | Marika Kilius / Hans-Jürgen Bäumler          | Västtyskland | 19    |
| 3    | Nancy Ludington-Rouillard / Ronald Ludington | USA          | 35.5  |
| 4    | Maria Jelinek / Otto Jelinek                 | CAN          | 37    |
| 5    | Margret Göbl / Franz Ningel                  | Västtyskland | 40.5  |
| 6    | Maribel Owen / Dudley Richards               | USA          | 50    |
| 7    | Gayle Freed / Karl Freed                     | USA          | 59    |
| 8    | Diana Hinko / Heinz Döpfl                    | Österrike    | 72    |

Domare var
- Oscar Madl  Österrike
- Donald H. Gilchrist  CAN
- P. Baron  Frankrike
- Theo Klemm  Västtyskland
- Pamela Davis  Storbritannien
- Grazia Barcellona  Italien
- Benedict-Stieber  Nederländerna
- M. Enderlin  Schweiz
- R. Sackett  USA

### Isdans
| Rank | Namn                                  | Nation         | Plats |
| ---- | ------------------------------------- | -------------- | ----- |
| 1    | Doreen Denny / Courtney Jones         | Storbritannien | 6     |
| 2    | Andre Jacoby-Anderson / Donald Jacoby | USA            | 12    |
| 3    | Geraldine Fenton / William McLachlan  | Kanada         | 14    |
| 4    | Margie Ackles / Charles Phillips      | USA            | 25    |
| 5    | Ann Martin / Edward Collins           | Kanada         | 28    |
| 6    | Christiane Guhel / Jean Paul Guhel    | Frankrike      | 30    |
| 7    | Cathrine Morris / Michael Robinson    | Storbritannien | 33    |
| 8    | Svata Staroba / Mirek Staroba         | Kanada         | 39    |
| 9    | Judy Lamar / Ronald Ludington         | USA            | 38    |

Domare var
- Edwin Kucharz  Österrike
- P. Devine  Kanada
- J. Meudec  Frankrike
- A. D. C. Cordon  Storbritannien
- Harold Hartshorne  USA